# Königliche Seeschiffswerft
Die Königliche Seeschiffswerft in Havelberg wurde 1779 von der Königlichen Haupt-Nutzholz-Administration gegründet und von dem schwedischen Schiffbauer Johann Samuel Sepelius geleitet. Die Königliche Haupt-Nutzholz-Administration trieb europäischen Handel mit Nutzholz. Hauptexportgüter waren Eichenholz für den Schiffbau und Balken sowie Bohlen aus Tannenholz. Der Handel wurde mit eigenen Schiffen über den Hamburger Hafen abgewickelt und die wichtigsten Handelspartner befanden sich in England, Holland und Frankreich. 

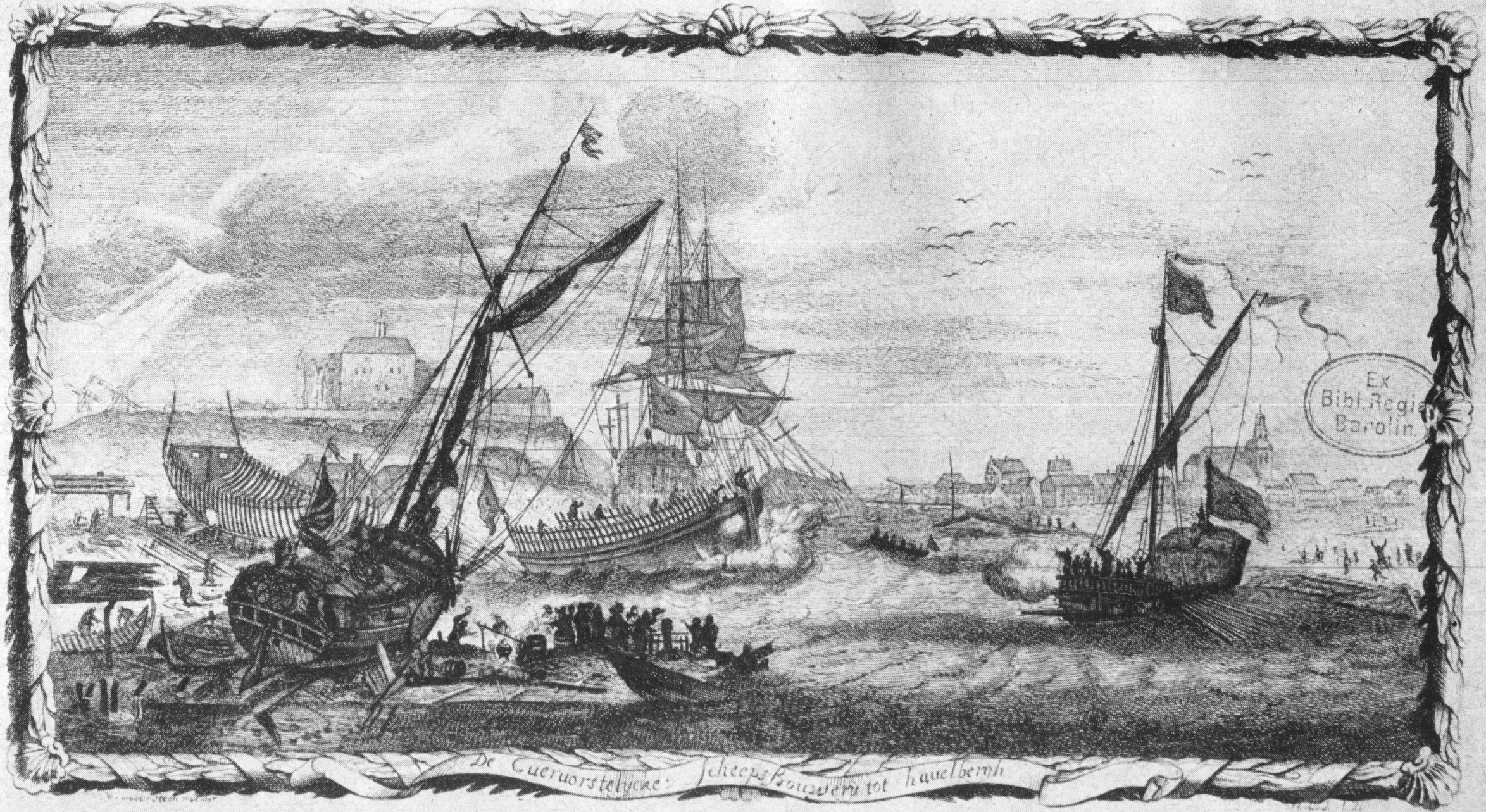
Schiffbau, Arbeitsabläufe dieser Epoche in Havelberg

## Werft
Der schwedische Hofrat Christian Eckerdt gab die Anregung zur Errichtung der Werft und empfahl als Werftleiter J. S. Sepelius. Sepelius war Schüler des später geadelten schwedischen Schiffbaumeisters Fredrik Henrik af Chapman, der als erster die Planung und den Bau von Schiffen auf wissenschaftliche und mathematische Grundlagen stellte, auch um den Strömungswiderstand verschiedener Rumpfformen zu bestimmen. Aufgrund der Lage von Havelberg an der Havel und Elbe und des Holzreichtums bot der Standort ideale Voraussetzungen für einen Hafen und eine Werft. Die Zollprivilegien und die Ablieferung seetüchtiger Schiffe der Werft führten zur überregionalen Bedeutung der Stadt.

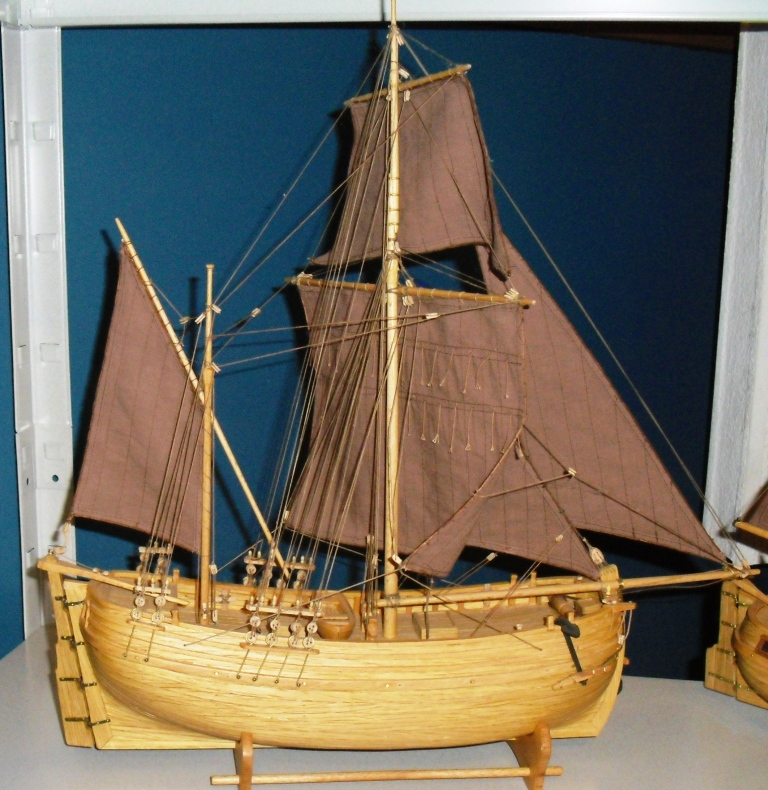
Modell einer Heringsbüse im Nordsee Museum Husum

## Schiffe

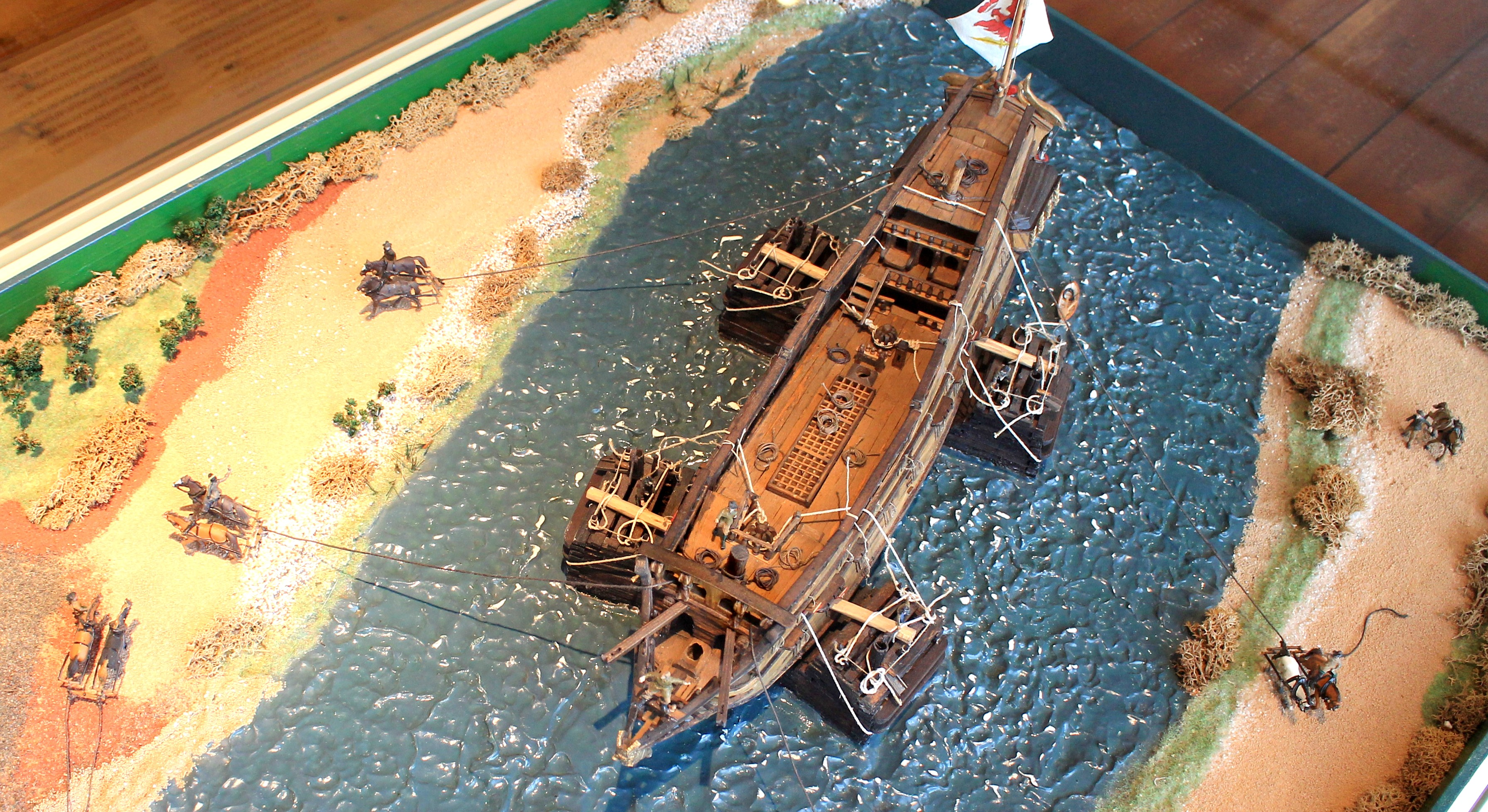
Aufwendiger Schiffstransport von Havelberg nach Hamburg mit Zugpferden und "Kamelen"

Die Werft lieferte rund 25 Seeschiffe bis 100 Last vorwiegend für die Seehandlung. Die Schiffe der Preussischen Seehandlung durften zu ihrem Schutz bewaffnet sein und in der Flagge das preußische Wappen führen. Weitere Schiffe wurden an die Königliche Holz-Administration und auch für Hamburger Reeder gebaut. Als Schiffstyp überwog die Brigg und die Schmack, außerdem wurden mehrere Jachten und sechs Heringsbüsen für die neue Emdener Herings-Compagnie abgeliefert.